# Adrian Saxrud Danielsen
Adrian Saxrud Danielsen (født 27. september 1992 i Hamar) er en  norsk ishockeyspiller, der spiller back for HC Innsbruck.
Han debuterede for  Dragons 'A-hold på udebane mod Sparta Warriors i GET Ligaen 2007/08 som 15-årig. Adrian er fætter til  Comet - spiller Simen Saxrud. Adrian Saxrud Danielsen står med 174 Elite Series-kampe for Storhamar Dragons.
Han har spillet for Norges U20-landshold, og han er også opført med tre A-nationale kampe for Norge.
I 2011 blev han drafet af det canadiske juniorhold Drummondville Voltigeurs i QMJHL, hvor han blev indtil jul. Saxrud Danielsen kom til Storhamars A-hold i 2010 / sæsonen og blev udlånt til danske Herlev Eagles indtil 2015-sæsonen.
I foråret 2016 underskrev han Stjernen Hockey. Og senere gik han til Tingsryds AIF og Lillehammer Ishockeyklubb.

## Eksterne links
- https://www.eliteprospects.com/player/46574/adrian-saxrud-danielsen